# Xanthostha xantharia
Xanthostha xantharia là một loài bướm đêm trong họ Noctuidae.